# Morti il 18 novembre

## VII secolo(1)
- 692 - Isacco di Alessandria, arcivescovo cristiano orientale egiziano

## X secolo(2)
- 942 - Oddone di Cluny, abate, scrittore e santo francese
- 953 - Liutgarda, nobile tedesca (n. 932)

## XI secolo(1)
- 1100 - Tommaso di York, vescovo francese

## XII secolo(3)
- 1154 - Adelaide di Savoia, regina (n. 1092)
- 1170 - Alberto I di Brandeburgo, nobile tedesco (n. 1100)
- 1189 - Guglielmo II di Sicilia, re (n. 1153)

## XIII secolo(2)
- 1259 - Adamo di Marsh, teologo inglese
- 1280 - Aimone II di Ginevra, nobile

## XIV secolo(7)
- 1305 - Giovanni II di Bretagna, sovrano (n. 1239)
- 1313 - Costanza del Portogallo, regina (n. 1290)
- 1325 - Giacomo III Oldofredi, politico italiano (n. 1251)
- 1329 - Alberghettino II Manfredi, condottiero italiano
- 1330 - Werner von Orseln, tedesco
- 1345 - Costanza Manuel, regina
- 1349 - Federico II di Meißen, nobile tedesco (n. 1310)

## XV secolo(5)
- 1434 - Thomas Chaucer, politico inglese (n. 1367)
- 1439 - Anna di Veldenz, contessa tedesca
- 1463 - Giovanni IV di Baviera, duca tedesco (n. 1437)
- 1472 - Bessarione, cardinale, umanista e filosofo bizantino (n. 1403)
- 1482 - Gedik Ahmet Pascià, politico e militare ottomano

## XVI secolo(7)
- 1507 - Martino de Majo, vescovo cattolico italiano
- 1515 - Giampietro Gonzaga, nobile italiano (n. 1469)
- 1535 - Piero de Ponte, nobile italiano (n. 1462)
- 1568 - Ludovico II Pico della Mirandola, nobile e condottiero italiano (n. 1525)
- 1575 - Johannes Aurifaber, teologo tedesco
- 1584 - Matteo Tafuri, filosofo e medico italiano (n. 1492)
- 1590 - George Talbot, VI conte di Shrewsbury, politico inglese (n. 1528)

## XVII secolo(14)
- 1619 - Leonardo Kimura, gesuita giapponese (n. 1575)
- 1628 - Pirro Maria Gonzaga, nobile e ambasciatore italiano (n. 1590)
- 1630 - Rambaldo XIII di Collalto, condottiero italiano (n. 1579)
- 1630 - Esaias van de Velde, pittore e incisore olandese (n. 1587)
- 1632 - Ludovico Ludovisi, cardinale e arcivescovo cattolico italiano (n. 1595)
- 1634 - Carlo Felice Malatesta, condottiero italiano (n. 1567)
- 1657 - Luca Wadding, francescano e storico irlandese (n. 1588)
- 1657 - Ottone di Lippe-Brake, conte tedesco (n. 1589)
- 1664 - Miklós Zrínyi, poeta croato (n. 1620)
- 1672 - Giovanni Rasini, vescovo cattolico italiano (n. 1630)
- 1674 - Charles Lalemant, gesuita francese (n. 1587)
- 1678 - Giovanni Maria Bononcini, violinista, compositore e teorico della musica italiano (n. 1642)
- 1680 - Baldassarre Ferri, cantante castrato italiano (n. 1610)
- 1683 - Luigi di Borbone, conte di Vermandois, militare francese (n. 1667)

## XVIII secolo(21)
- 1703 - Anna Isabella Gonzaga, nobile italiana (n. 1655)
- 1716 - Francesco Baldovini, poeta italiano (n. 1634)
- 1719 - Petrus von Mascow, giurista tedesco (n. 1634)
- 1720 - Calico Jack, pirata britannico (n. 1682)
- 1724 - Bartolomeu de Gusmão, gesuita, inventore e naturalista portoghese (n. 1685)
- 1727 - Pellegrino Antonio Orlandi, storico dell'arte e bibliografo italiano (n. 1660)
- 1732 - Christopher Pinchbeck, inventore e orologiaio inglese (n. 1670)
- 1733 - Girolamo Grimaldi, cardinale e arcivescovo cattolico italiano (n. 1674)
- 1736 - Jeanne Baptiste d'Albert de Luynes, nobildonna francese (n. 1670)
- 1746 - Giovanni Luca Zuzzeri, numismatico e archeologo italiano (n. 1717)
- 1749 - William Keith, politico e funzionario scozzese (n. 1669)
- 1751 - Abraham Vater, anatomista tedesco (n. 1684)
- 1768 - Enea Silvio Piccolomini, cardinale italiano (n. 1709)
- 1769 - Nicolò Figlia, scrittore e presbitero italiano (n. 1693)
- 1771 - Giuseppe de Majo, compositore italiano (n. 1697)
- 1774 - Giovanni Francesco Stoppani, cardinale italiano (n. 1695)
- 1775 - Johann Michael von Benckendorff, generale russo (n. 1720)
- 1785 - Luigi Filippo I di Borbone-Orléans, generale francese (n. 1725)
- 1794 - Angelo Banchero, pittore italiano (n. 1744)
- 1794 - Jacques François Dugommier, generale francese (n. 1738)
- 1795 - Antonio Cavallucci, pittore italiano (n. 1752)

## XIX secolo(61)
- 1802 - Étienne de La Vallée-Poussin, pittore e decoratore francese (n. 1735)
- 1804 - Pietro Alessandro Guglielmi, compositore italiano (n. 1728)
- 1804 - Philip Schuyler, generale e politico statunitense (n. 1733)
- 1806 - Claude-Nicolas Ledoux, cantante e urbanista francese (n. 1736)
- 1808 - Vittorio Amedeo Didier, letterato italiano (n. 1730)
- 1814 - Aleijadinho, scultore, intagliatore e architetto brasiliano (n. 1730)
- 1815 - Carlo Chenchi, architetto italiano (n. 1740)
- 1817 - Alois Ugarte, politico e nobile boemo (n. 1749)
- 1821 - Johann Jacob Schweppe, inventore e imprenditore tedesco (n. 1740)
- 1822 - Anton Teyber, organista e compositore austriaco (n. 1756)
- 1823 - Jean-Nicolas Pache, politico francese (n. 1746)
- 1827 - Wilhelm Hauff, scrittore tedesco (n. 1802)
- 1828 - Ippolito Pindemonte, poeta, letterato e traduttore italiano (n. 1753)
- 1830 - Franco Andrea Bonelli, ornitologo e entomologo italiano (n. 1784)
- 1830 - Johann Adam Weishaupt, filosofo tedesco (n. 1748)
- 1831 - Alexandre-Charles Guillemot, pittore francese (n. 1786)
- 1834 - Philip Yorke, III conte di Hardwicke, politico inglese (n. 1757)
- 1840 - Giovanni Francesco Falzacappa, cardinale e arcivescovo cattolico italiano (n. 1767)
- 1841 - Agustín Gamarra, politico peruviano (n. 1785)
- 1844 - José Rondeau, militare e politico argentino (n. 1775)
- 1845 - Ferdinando Bonazzi, organista italiano (n. 1764)
- 1850 - Hugues-Fleury Donzel, entomologo francese (n. 1791)
- 1851 - Ernesto Augusto I di Hannover, re (n. 1771)
- 1852 - Anton Bernhard Fürstenau, compositore e flautista tedesco (n. 1792)
- 1852 - Rose-Philippine Duchesne, religiosa francese (n. 1769)
- 1854 - Edward Forbes, naturalista mannese (n. 1815)
- 1854 - Alberik Zwyssig, compositore svizzero (n. 1808)
- 1856 - Michail Semënovič Voroncov, generale russo (n. 1782)
- 1857 - John Fleming, naturalista, zoologo e geologo britannico (n. 1785)
- 1857 - Federico Magnus II di Solms-Wildenfels, nobile e militare tedesco (n. 1777)
- 1858 - Barbara Yelverton, XX baronessa Grey de Ruthyn, nobildonna inglese (n. 1810)
- 1861 - Alessandro Riberi, medico e politico italiano (n. 1794)
- 1861 - Charlotte Stuart, pittrice inglese (n. 1817)
- 1862 - Cesare Giulini della Porta, funzionario e politico italiano (n. 1815)
- 1863 - August Beer, fisico, chimico e matematico tedesco (n. 1825)
- 1864 - Hong Tianguifu, generale cinese (n. 1849)
- 1865 - Joseph Déjacque, scrittore francese (n. 1821)
- 1865 - Maurizio Zumaglini, botanico e politico italiano (n. 1804)
- 1868 - Gaetano Brinciotti, arcivescovo cattolico italiano (n. 1815)
- 1868 - José Tadeo Monagas, politico venezuelano (n. 1784)
- 1876 - Narcisse Diaz, pittore francese (n. 1807)
- 1877 - Teresa De Giuli-Borsi, soprano italiano (n. 1817)
- 1878 - Enrico Junck, pittore francese (n. 1849)
- 1879 - Giacomo Carderina, generale italiano (n. 1804)
- 1880 - Jacob Zeilin, ufficiale statunitense (n. 1806)
- 1882 - Georgina Archer, attivista tedesca (n. 1827)
- 1882 - Edward Hawkins, presbitero britannico (n. 1789)
- 1883 - Vasile Boerescu, politico, giornalista e avvocato rumeno (n. 1830)
- 1885 - Enrico Di Brocchetti, ammiraglio e politico italiano (n. 1817)
- 1885 - Theo van Lynden van Sandenburg, politico olandese (n. 1826)
- 1886 - Chester Arthur, avvocato, politico e generale statunitense (n. 1829)
- 1886 - Pietro Aristeo Romeo, patriota e politico italiano (n. 1817)
- 1886 - Piotr Semenenko, presbitero e teologo polacco (n. 1814)
- 1887 - Gustav Theodor Fechner, psicologo e statistico tedesco (n. 1801)
- 1887 - Eduard Marxsen, pianista e compositore tedesco (n. 1806)
- 1887 - Heinrich Panofka, compositore, violinista e docente tedesco (n. 1807)
- 1887 - Giovanni Carlo di Borbone-Spagna, spagnolo (n. 1822)
- 1894 - Giorgio Pellizzari, anatomista italiano (n. 1814)
- 1896 - Alvaro XIV del Congo, re
- 1898 - Luigi Cucchi, politico italiano (n. 1837)
- 1899 - William Wardell, architetto australiano (n. 1823)

## XX secolo(241)
- 1901 - Leopoldo Mazzei, medico, patriota e giornalista italiano (n. 1819)
- 1902 - Grimoaldo della Purificazione, religioso italiano (n. 1883)
- 1903 - Giuseppe Calcagno, politico italiano (n. 1818)
- 1903 - Horace de Landau, banchiere francese (n. 1824)
- 1904 - Eugenio Geiringer, architetto e ingegnere italiano (n. 1844)
- 1908 - Bonaventura Chigi Zondadari, politico italiano (n. 1841)
- 1908 - Ernest Hamy, medico, antropologo e etnologo francese (n. 1842)
- 1909 - Corradino Luciani, sindacalista italiano (n. 1884)
- 1909 - Renée Vivien, poetessa britannica (n. 1877)
- 1914 - William Barbey, ingegnere svizzero (n. 1842)
- 1914 - Karolina Kózka, polacca (n. 1898)
- 1914 - Francis Vial, calciatore francese (n. 1880)
- 1915 - Armando Fava, calciatore italiano (n. 1893)
- 1916 - Giuseppe Faccin, pittore italiano (n. 1874)
- 1916 - August Lindberg, attore e regista teatrale svedese (n. 1846)
- 1917 - Alfredo Di Cocco, militare italiano (n. 1885)
- 1917 - Frederick Stanley Maude, generale britannico (n. 1864)
- 1917 - Nino Oxilia, giornalista, scrittore e poeta italiano (n. 1889)
- 1917 - Adolfo Viterbi, matematico e geodeta italiano (n. 1873)
- 1918 - Oreste Pasquarelli, fotografo e inventore italiano (n. 1846)
- 1919 - Emmanuel Dolivet, scultore francese (n. 1854)
- 1919 - Adolf Hurwitz, matematico tedesco (n. 1859)
- 1920 - Paolo Borghese, nobile, gastronomo e scrittore italiano (n. 1844)
- 1920 - Matthías Jochumsson, presbitero e poeta islandese (n. 1835)
- 1920 - Adolf Kertész, calciatore ungherese (n. 1892)
- 1920 - Emilio Motta, storico e numismatico svizzero (n. 1855)
- 1920 - Ercolano Salvi, politico e patriota italiano (n. 1861)
- 1921 - Micha Josef Berdyczewski, scrittore e giornalista ucraino (n. 1865)
- 1921 - Otto Effertz, economista tedesco (n. 1856)
- 1921 - Aleksandr Vasil'evič Galickij, compositore di scacchi russo (n. 1863)
- 1921 - Con Leahy, altista e triplista britannico (n. 1880)
- 1922 - Marcel Proust, scrittore, saggista e critico letterario francese (n. 1871)
- 1924 - Stewart Headlam, prete e religioso inglese (n. 1847)
- 1924 - Marius Vasselon, pittore francese (n. 1841)
- 1925 - Giuseppe Corazzin, sindacalista, politico e giornalista italiano (n. 1890)
- 1925 - Rodolfo Gustavo da Paixão, politico brasiliano (n. 1853)
- 1925 - Francis Hyde Villiers, diplomatico inglese (n. 1852)
- 1926 - Gian Francesco Gherardini, politico italiano (n. 1838)
- 1927 - Pietro Bouvier, pittore italiano (n. 1839)
- 1927 - Emma Carus, contralto statunitense (n. 1879)
- 1928 - Marthe Niel, aviatrice francese (n. 1878)
- 1928 - Mauritz Stiller, regista e attore finlandese (n. 1883)
- 1928 - Harold Williams, giornalista e linguista neozelandese (n. 1876)
- 1928 - Pamela Wyndham, nobildonna e scrittrice inglese (n. 1871)
- 1929 - James William Good, politico statunitense (n. 1866)
- 1929 - Alice Washburn, attrice statunitense (n. 1861)
- 1929 - Emilio Zago, attore italiano (n. 1852)
- 1930 - Leopoldo Torricelli, ciclista su strada e pistard italiano (n. 1893)
- 1931 - Edward Eugene Lyon, militare statunitense (n. 1871)
- 1931 - Mario Majeroni, attore italiano (n. 1870)
- 1932 - Jay Hunt, regista, attore cinematografico e sceneggiatore statunitense (n. 1855)
- 1932 - Élie de Lastours, schermidore e tennista francese (n. 1874)
- 1933 - Alberto Cecchi, giornalista e commediografo italiano (n. 1895)
- 1933 - Pietro Ferraro, calciatore italiano (n. 1892)
- 1934 - Pietro Gasparri, cardinale e arcivescovo cattolico italiano (n. 1852)
- 1934 - Willard Mack, sceneggiatore, attore e commediografo canadese (n. 1873)
- 1936 - Eugen Bregant, militare austriaco (n. 1875)
- 1936 - Raimond van Marle, storico e storico dell'arte olandese (n. 1887)
- 1936 - Roger Salengro, politico francese (n. 1890)
- 1937 - Paolo Camerini, politico e bibliografo italiano (n. 1868)
- 1938 - Raffa Garzia, critico letterario italiano (n. 1877)
- 1939 - Eugenio Boegan, esploratore e speleologo italiano (n. 1875)
- 1939 - Eduard Fischer, botanico e micologo svizzero (n. 1861)
- 1939 - Maurice Renard, scrittore francese (n. 1875)
- 1940 - Alessandro Caselli, militare e aviatore italiano (n. 1920)
- 1940 - Mario Fascetti, militare italiano (n. 1896)
- 1940 - Luigi Zacco, militare italiano (n. 1890)
- 1941 - Julia Bartet, attrice francese (n. 1854)
- 1941 - Icilio Calleja, tenore maltese (n. 1882)
- 1941 - Georg John, attore tedesco (n. 1879)
- 1941 - Geoffrey Charles Tasker Keyes, militare britannico (n. 1917)
- 1941 - Walther Nernst, chimico tedesco (n. 1864)
- 1941 - Chris Watson, politico australiano (n. 1867)
- 1943 - Lee Beggs, attore e regista statunitense (n. 1870)
- 1944 - Umberto Cosmo, critico letterario italiano (n. 1868)
- 1944 - Filippo Fiorentini, ingegnere e imprenditore italiano (n. 1876)
- 1944 - Aharon Abraham Kabak, scrittore lituano (n. 1880)
- 1944 - Tsunesaburō Makiguchi, filosofo, educatore e attivista giapponese (n. 1871)
- 1944 - Enzo Sereni, attivista, partigiano e scrittore italiano (n. 1905)
- 1946 - Vincentas Borisevičius, vescovo cattolico lituano (n. 1887)
- 1946 - Donald Meek, attore britannico (n. 1878)
- 1946 - Walter J. Turner, scrittore australiano (n. 1889)
- 1946 - Jimmy Walker, politico statunitense (n. 1881)
- 1947 - Gennaro D'Amato, illustratore, pittore e saggista italiano (n. 1857)
- 1947 - Angelo Massardo, ingegnere e avvocato italiano (n. 1872)
- 1947 - Şehzade Mehmed Cemaleddin, principe ottomano (n. 1891)
- 1948 - Frédéric Lazard, scacchista e compositore di scacchi francese (n. 1883)
- 1948 - Geza Šifliš, calciatore jugoslavo (n. 1907)
- 1949 - Luigi Volpicella, archivista, storico e araldista italiano (n. 1864)
- 1950 - Gerardus van der Leeuw, storico delle religioni, egittologo e teologo olandese (n. 1890)
- 1951 - Alec McNair, calciatore e allenatore di calcio scozzese (n. 1883)
- 1952 - Ferdinand Bac, disegnatore austriaco (n. 1859)
- 1952 - Paul Éluard, poeta francese (n. 1895)
- 1952 - Louise Lester, attrice statunitense (n. 1867)
- 1952 - Iosif Grigorevič Neman, ingegnere aeronautico sovietico (n. 1903)
- 1952 - Giovanni Ossanna, ingegnere italiano (n. 1870)
- 1953 - Enrico Ricciardi, poeta italiano (n. 1876)
- 1956 - Clarence Augustus Chant, astronomo e fisico canadese (n. 1865)
- 1957 - Rudolf Diels, politico e militare tedesco (n. 1900)
- 1957 - Jean Lion, imprenditore e partigiano francese (n. 1910)
- 1958 - Francisco Pagazaurtundúa, allenatore di calcio e calciatore spagnolo (n. 1895)
- 1959 - Aleksandr Jakovlevič Chinčin, matematico sovietico (n. 1894)
- 1959 - Nicola Garrone, economista italiano (n. 1877)
- 1959 - Paul Lebeau, chimico francese (n. 1868)
- 1959 - Maurice Vandendriessche, calciatore francese (n. 1887)
- 1961 - Ferdinando Bernardi, arcivescovo cattolico italiano (n. 1874)
- 1961 - Vincenzo Giuseppe Cavallaro, fisico italiano (n. 1886)
- 1961 - Hermannus Höfte, canottiere olandese (n. 1884)
- 1961 - Clarence Pinkston, tuffatore statunitense (n. 1900)
- 1961 - Ėduard Tissė, direttore della fotografia e regista sovietico (n. 1897)
- 1962 - Clifford Bax, drammaturgo, poeta e giornalista inglese (n. 1886)
- 1962 - Niels Bohr, fisico danese (n. 1885)
- 1962 - Abdulla Goran, poeta curdo (n. 1904)
- 1962 - Abram Solomonovič Gurvič, compositore di scacchi sovietico (n. 1897)
- 1963 - Enzo Casalini, politico e ingegnere italiano (n. 1886)
- 1963 - Mary De Garis, medico australiano (n. 1881)
- 1963 - Francesco Quarta, magistrato e politico italiano (n. 1869)
- 1963 - Alfredo Sabato Toaff, rabbino e biblista italiano (n. 1880)
- 1964 - Tommaso Besozzi, giornalista e scrittore italiano (n. 1903)
- 1964 - Arnaldo De Valles, giurista e avvocato italiano (n. 1887)
- 1964 - Jan Dvořáček, calciatore cecoslovacco (n. 1898)
- 1964 - Maria Maltoni, insegnante italiana (n. 1890)
- 1964 - Gesumino Mastino, politico italiano (n. 1889)
- 1964 - José León Pagano, scrittore, drammaturgo e pittore argentino (n. 1875)
- 1964 - Enrico Teodoro Pigozzi, imprenditore italiano (n. 1898)
- 1965 - Widar Cesarini Sforza, filosofo e giurista italiano (n. 1886)
- 1965 - Guido Chigi-Saracini, mecenate e compositore italiano (n. 1880)
- 1965 - Gino Rovetta, dirigente sportivo italiano (n. 1896)
- 1965 - Henry A. Wallace, politico e imprenditore statunitense (n. 1888)
- 1965 - Frank Wilcoxon, statistico e chimico irlandese (n. 1892)
- 1966 - Violette Nozière, criminale francese (n. 1915)
- 1966 - Ermenegildo Zegna, imprenditore e filantropo italiano (n. 1892)
- 1968 - Pablo Gúrpide Beope, vescovo cattolico spagnolo (n. 1898)
- 1968 - Georgij Glazkov, calciatore, allenatore di calcio e hockeista su ghiaccio sovietico (n. 1911)
- 1968 - Ernest Thorne, tiratore di fune britannico (n. 1887)
- 1968 - Walter Wanger, produttore cinematografico statunitense (n. 1894)
- 1969 - Bridget Dowling, scrittrice irlandese (n. 1891)
- 1969 - Ted Heath, musicista britannico (n. 1902)
- 1969 - Léon Jongen, compositore, organista e direttore d'orchestra belga (n. 1884)
- 1969 - Joseph P. Kennedy, politico, diplomatico e imprenditore statunitense (n. 1888)
- 1969 - Miha Krek, politico e avvocato jugoslavo (n. 1897)
- 1969 - Oreste Palella, attore, regista e sceneggiatore italiano (n. 1912)
- 1969 - Aldo Enzo Pignatari, politico italiano (n. 1897)
- 1969 - Lily Ross Taylor, storica statunitense (n. 1886)
- 1969 - Hans-Erich Voss, ammiraglio tedesco (n. 1897)
- 1971 - Piero Brandimarte, militare italiano (n. 1893)
- 1971 - Giannino Caria, militare italiano (n. 1945)
- 1972 - André Héléna, scrittore francese (n. 1919)
- 1972 - Ari Hercílio, calciatore brasiliano (n. 1941)
- 1972 - Stanislaus Kobierski, calciatore tedesco (n. 1910)
- 1972 - Albino Pasini, ingegnere, dirigente d'azienda e politico italiano (n. 1888)
- 1973 - Juan Ferraro, calciatore argentino (n. 1923)
- 1973 - Alois Hába, compositore ceco (n. 1893)
- 1973 - Peter Thomas McKeefry, cardinale neozelandese (n. 1899)
- 1974 - Avenir Aleksandrovič Jakovkin, astronomo russo (n. 1887)
- 1974 - Gösta Lilliehöök, pentatleta svedese (n. 1884)
- 1974 - Hans Moser, cavallerizzo svizzero (n. 1901)
- 1974 - Luigi Musajo, chimico italiano (n. 1904)
- 1976 - Carlo Albini, calciatore italiano (n. 1914)
- 1976 - Man Ray, pittore, fotografo e regista statunitense (n. 1890)
- 1977 - Victor Francen, attore belga (n. 1888)
- 1977 - Davey O'Brien, giocatore di football americano statunitense (n. 1917)
- 1977 - Kurt Alois von Schuschnigg, politico austriaco (n. 1897)
- 1978 - Fede Cheti, artista e imprenditrice italiana (n. 1905)
- 1978 - Giulio D'Anna, pittore e editore italiano (n. 1908)
- 1978 - Pablo Dorado, calciatore uruguaiano (n. 1908)
- 1978 - Jim Jones, predicatore e criminale statunitense (n. 1931)
- 1978 - Odette Myrtil, attrice, cantante e violinista statunitense (n. 1898)
- 1978 - Leo Ryan, politico e docente statunitense (n. 1925)
- 1978 - Jiří Skobla, pesista cecoslovacco (n. 1930)
- 1978 - Lennie Tristano, pianista e compositore statunitense (n. 1919)
- 1979 - Grace Frick, traduttrice statunitense (n. 1903)
- 1979 - Pio Roberto Mazza, calciatore italiano (n. 1906)
- 1981 - Paddy Andrews, calciatore irlandese (n. 1906)
- 1982 - Kim Duk Koo, pugile sudcoreano (n. 1955)
- 1982 - Heinar Kipphardt, drammaturgo tedesco (n. 1922)
- 1982 - Adolfo Guido Lavalle, schermidore argentino (n. 1912)
- 1982 - Giacomo Valentini, calciatore italiano (n. 1915)
- 1983 - Ivan Albright, pittore statunitense (n. 1897)
- 1983 - Flavio Bertelli, scrittore italiano (n. 1916)
- 1983 - Marcel Dalio, attore francese (n. 1899)
- 1983 - Vladimir Vasil'evič Monachov, regista sovietico (n. 1922)
- 1983 - Émile Veinante, calciatore e allenatore di calcio francese (n. 1907)
- 1984 - Seth Adonkor, calciatore francese (n. 1961)
- 1984 - Giuseppe Bolino, politico italiano (n. 1926)
- 1985 - Adelio Albarello, politico italiano (n. 1918)
- 1985 - Osvaldo Lamborghini, scrittore e poeta argentino (n. 1940)
- 1985 - Yrjö Nikkanen, giavellottista finlandese (n. 1914)
- 1986 - Lajos Bárdos, compositore e direttore di coro ungherese (n. 1899)
- 1986 - Gia Carangi, supermodella statunitense (n. 1960)
- 1986 - Michele Mara, ciclista su strada italiano (n. 1903)
- 1986 - Francesco Placereani, presbitero e traduttore italiano (n. 1920)
- 1986 - Stephen O. Rice, ingegnere e statistico statunitense (n. 1907)
- 1987 - Jacques Anquetil, ciclista su strada e pistard francese (n. 1934)
- 1987 - Alva Duer, cestista, allenatore di pallacanestro e dirigente sportivo statunitense (n. 1904)
- 1987 - Marian Tumler, teologo austriaco (n. 1887)
- 1989 - Donato Bergamini, calciatore italiano (n. 1962)
- 1989 - Romano Bilenchi, scrittore e giornalista italiano (n. 1909)
- 1989 - Les Deaton, cestista e allenatore di pallacanestro statunitense (n. 1923)
- 1989 - Marco Gentile, pilota motociclistico svizzero (n. 1959)
- 1989 - Edvin Laine, regista e attore finlandese (n. 1905)
- 1990 - Harwell Hamilton Harris, architetto statunitense (n. 1903)
- 1991 - Claude Cahen, arabista e storico francese (n. 1909)
- 1991 - Gustáv Husák, politico cecoslovacco (n. 1913)
- 1991 - Claudio Sicilia, mafioso e collaboratore di giustizia italiano (n. 1948)
- 1991 - Eugen York, regista tedesco (n. 1912)
- 1992 - Giovanni Maria Catena, religioso e direttore di coro italiano (n. 1919)
- 1992 - Billy Hassett, cestista e allenatore di pallacanestro statunitense (n. 1921)
- 1992 - Dorothy Kirsten, soprano e attrice statunitense (n. 1910)
- 1992 - Giovanni Mantese, presbitero e storico italiano (n. 1912)
- 1993 - Fritz Feld, attore tedesco (n. 1900)
- 1993 - João Martins, calciatore portoghese (n. 1927)
- 1993 - Rudolph Matt, sciatore alpino austriaco (n. 1909)
- 1993 - Branko Radović, cestista e allenatore di pallacanestro jugoslavo (n. 1933)
- 1994 - Ronaldo Bôscoli, compositore, impresario teatrale e produttore teatrale brasiliano (n. 1928)
- 1994 - Cab Calloway, cantante, musicista e attore statunitense (n. 1907)
- 1994 - Roberto Cuzzaniti, politico italiano (n. 1911)
- 1994 - Bob Dykstra, cestista statunitense (n. 1922)
- 1994 - Anselm Franz, ingegnere aeronautico austriaco (n. 1900)
- 1994 - Carmelo Magli, poliziotto italiano (n. 1970)
- 1994 - Masao Nozawa, calciatore giapponese (n. 1906)
- 1994 - Michael Somes, ballerino inglese (n. 1917)
- 1995 - Reinhard Kolldehoff, attore tedesco (n. 1914)
- 1995 - Michele Scozia, politico italiano (n. 1928)
- 1995 - Marcello Spada, attore italiano (n. 1905)
- 1996 - Maurice Auslander, matematico statunitense (n. 1926)
- 1996 - Charles Hare, tennista e giudice di tennis britannico (n. 1915)
- 1996 - Evelyn Hooker, psicologa statunitense (n. 1907)
- 1996 - Livio Trevisan, geologo italiano (n. 1909)
- 1997 - Fredrik Horn, calciatore norvegese (n. 1916)
- 1998 - Telemaco Arcangeli, marciatore italiano (n. 1923)
- 1998 - Paolo Battistuzzi, politico italiano (n. 1941)
- 1998 - Aurélio de Lira Tavares, generale e politico brasiliano (n. 1905)
- 1999 - Enrico d'Assia, nobile e pittore tedesco (n. 1927)
- 1999 - Horst P. Horst, fotografo tedesco (n. 1906)
- 1999 - Paul Bowles, scrittore, compositore e poeta statunitense (n. 1910)
- 1999 - Vittorio Miele, pittore italiano (n. 1926)
- 2000 - Ugo Adriano Graziotti, scultore, pittore e matematico italiano (n. 1912)
- 2000 - Konstantin Križevskij, calciatore sovietico (n. 1926)
- 2000 - Jaap van der Leck, allenatore di calcio olandese (n. 1911)
- 2000 - Hubert Miller, bobbista e militare statunitense (n. 1918)

## XXI secolo(142)
- 2001 - Renato Righetto, arbitro di pallacanestro brasiliano (n. 1921)
- 2001 - Harriette Tarler, attrice statunitense (n. 1920)
- 2002 - Bolot Bejšenaliev, direttore della fotografia e attore sovietico (n. 1937)
- 2002 - Elio Borsetto, calciatore e allenatore di calcio italiano (n. 1920)
- 2002 - James Coburn, attore statunitense (n. 1928)
- 2002 - Marcella De Francesco, partigiana e giornalista italiana (n. 1920)
- 2002 - Francesco De Martino, giurista e politico italiano (n. 1907)
- 2002 - Kim Gallagher, mezzofondista statunitense (n. 1964)
- 2002 - Pasquale Vivolo, calciatore e dirigente sportivo italiano (n. 1928)
- 2003 - Vivian Bonnell, attrice e cantante antiguo-barbudana (n. 1924)
- 2003 - Antonio Capizzi, filosofo e storico italiano (n. 1926)
- 2003 - Bob Carmichael, tennista e allenatore di tennis australiano (n. 1940)
- 2003 - Marino Cenna, attore italiano (n. 1951)
- 2003 - Anna De Lauro Matera, politica italiana (n. 1909)
- 2003 - Michael Kamen, compositore, musicista e direttore d'orchestra statunitense (n. 1948)
- 2004 - Juan Carlos Aramburu, cardinale e arcivescovo cattolico argentino (n. 1912)
- 2004 - Cy Coleman, compositore, cantautore e pianista statunitense (n. 1929)
- 2004 - Serhij Kovalenko, cestista sovietico (n. 1947)
- 2004 - Umberto Mannocci, dirigente sportivo, allenatore di calcio e calciatore italiano (n. 1922)
- 2005 - Romano Bettarello, rugbista a 15 italiano (n. 1930)
- 2005 - Husayn al-Shafi'i, militare e politico egiziano (n. 1918)
- 2005 - Alfredo Carlo Moro, magistrato italiano (n. 1925)
- 2005 - Harold J. Stone, attore statunitense (n. 1913)
- 2006 - Mario Ciusa Romagna, educatore, saggista e politico italiano (n. 1909)
- 2006 - Wolf Leslau, linguista polacco (n. 1906)
- 2007 - Sidney Coleman, fisico statunitense (n. 1937)
- 2007 - John Ronald Gower, ufficiale inglese (n. 1912)
- 2007 - Joseph T. Gregory, paleontologo statunitense (n. 1914)
- 2007 - Ellen Preis, schermitrice austriaca (n. 1912)
- 2008 - Luigi Batzella, attore e regista italiano (n. 1924)
- 2008 - Liberato Bronzuto, politico italiano (n. 1923)
- 2008 - Mario Carpitella, traduttore e autore televisivo italiano (n. 1930)
- 2008 - Mario Caruso, politico italiano (n. 1948)
- 2008 - Aldo Dapas, calciatore e allenatore di calcio italiano (n. 1914)
- 2008 - Carlo Marincovich, giornalista e velista italiano (n. 1935)
- 2009 - Abrar Alvi, sceneggiatore e regista indiano (n. 1927)
- 2009 - Giulio Caradonna, politico italiano (n. 1927)
- 2009 - Gregory DePalma, mafioso statunitense (n. 1932)
- 2009 - Red Robbins, cestista statunitense (n. 1944)
- 2009 - Salem Saad, calciatore emiratino (n. 1978)
- 2010 - John Bulloch, giornalista britannico (n. 1928)
- 2010 - Isabelle Caro, modella e attrice teatrale francese (n. 1980)
- 2010 - Brian Marsden, astronomo britannico (n. 1937)
- 2010 - Jordi Mas Castells, presbitero e missionario spagnolo (n. 1930)
- 2010 - Ana Nogueira de Lucas, supercentenaria brasiliana (n. 1896)
- 2010 - Marco Aurelio Rivelli, scrittore italiano (n. 1935)
- 2010 - Abraham Serfaty, attivista marocchino (n. 1926)
- 2010 - Momčilo Stojanović, calciatore jugoslavo (n. 1947)
- 2010 - Claudio Vantini, allenatore di atletica leggera italiano (n. 1953)
- 2010 - Adriana Zarri, teologa, giornalista e scrittrice italiana (n. 1919)
- 2010 - Dito Šanidze, sollevatore sovietico (n. 1937)
- 2011 - Mahdi Abdul-Rahman, cestista e allenatore di pallacanestro statunitense (n. 1942)
- 2011 - Mark Blaug, economista olandese (n. 1927)
- 2011 - Ado Guido Di Mauro, politico italiano (n. 1922)
- 2011 - Jones Mwewa, calciatore zambiano (n. 1973)
- 2011 - Dušan Popović, pallanuotista e allenatore di pallanuoto serbo (n. 1970)
- 2011 - Daniel Sada, scrittore e poeta messicano (n. 1953)
- 2012 - Elena Achmylovskaja, scacchista statunitense (n. 1957)
- 2012 - Neva Jane Langley, modella statunitense (n. 1933)
- 2012 - Philip Ledger, musicista e direttore di coro inglese (n. 1937)
- 2012 - Kenny Morgans, calciatore gallese (n. 1939)
- 2012 - Edwin Richards, schermidore statunitense (n. 1929)
- 2013 - Edgar Falch, calciatore norvegese (n. 1930)
- 2013 - Thomas Howard, giocatore di football americano statunitense (n. 1983)
- 2013 - Ljubomir Vračarević, artista marziale serbo (n. 1947)
- 2014 - Willy Aronsen, calciatore norvegese (n. 1931)
- 2014 - Alain Gilles, cestista e allenatore di pallacanestro francese (n. 1945)
- 2014 - Jean-Yves Lormeau, ballerino e direttore artistico francese (n. 1952)
- 2014 - Elli Michler, poetessa tedesca (n. 1923)
- 2014 - Ismo Villa, hockeista su ghiaccio finlandese (n. 1954)
- 2015 - Abdelhamid Abaaoud, terrorista belga (n. 1987)
- 2015 - Bjørn Borgen, calciatore norvegese (n. 1937)
- 2015 - Chakib Akrouh, terrorista belga (n. 1990)
- 2015 - Luigi Grezzi, politico italiano (n. 1922)
- 2015 - Jonah Lomu, rugbista a 15 neozelandese (n. 1975)
- 2015 - Paolo Pasotto, pittore e scultore italiano (n. 1930)
- 2015 - Paolo Trevisi, attore e regista teatrale italiano (n. 1941)
- 2015 - Mal Whitfield, mezzofondista e velocista statunitense (n. 1924)
- 2016 - Ivo Butini, politico italiano (n. 1927)
- 2016 - Denton Cooley, cardiochirurgo statunitense (n. 1920)
- 2016 - Ed Francis, wrestler e imprenditore statunitense (n. 1926)
- 2016 - Sharon Jones, cantante statunitense (n. 1956)
- 2016 - Eraldo Mancin, allenatore di calcio e calciatore italiano (n. 1945)
- 2016 - Francesco Parisi, politico italiano (n. 1930)
- 2016 - Julio Pereyra, cestista e allenatore di pallacanestro uruguaiano (n. 1963)
- 2016 - Kervin Piñerúa, pallavolista venezuelano (n. 1991)
- 2016 - Armando Tobar, calciatore cileno (n. 1938)
- 2017 - Azzedine Alaïa, stilista tunisino (n. 1935)
- 2017 - Giorgio Antonucci, medico e psicoterapeuta italiano (n. 1933)
- 2017 - Commins Menapi, calciatore e allenatore di calcio salomonese (n. 1977)
- 2017 - Youssouf Ouédraogo, politico burkinabé (n. 1952)
- 2017 - Francesco Porcari, artista e pittore italiano (n. 1938)
- 2017 - Friedel Rausch, allenatore di calcio e calciatore tedesco (n. 1940)
- 2017 - Gillian Rolton, cavallerizza australiana (n. 1956)
- 2017 - Pancho Segura, tennista e allenatore di tennis ecuadoriano (n. 1921)
- 2017 - Naim Süleymanoğlu, sollevatore bulgaro (n. 1967)
- 2017 - Malcolm Young, chitarrista britannico (n. 1953)
- 2018 - Luisa Albertini, artista italiana (n. 1918)
- 2018 - Ethel Ayler, attrice statunitense (n. 1930)
- 2018 - Waldyr Geraldo Boccardo, cestista brasiliano (n. 1936)
- 2018 - Mike Butler, cestista statunitense (n. 1946)
- 2018 - Ed Evanko, attore, baritono e presbitero canadese (n. 1938)
- 2018 - Anthony Newcomb, musicologo statunitense (n. 1941)
- 2019 - Laure Killing, attrice francese (n. 1959)
- 2019 - Argentina Santos, cantante portoghese (n. 1924)
- 2019 - Antonio Scarano, politico italiano (n. 1930)
- 2020 - Iwannis Louis Awad, vescovo cattolico siriano (n. 1934)
- 2020 - George Carter, cestista statunitense (n. 1944)
- 2020 - Emmanuel Crenn, ciclista su strada francese (n. 1932)
- 2020 - Pim Doesburg, calciatore olandese (n. 1943)
- 2020 - Umar Arteh Ghalib, politico somalo (n. 1930)
- 2020 - Kirby Morrow, attore, doppiatore e scrittore canadese (n. 1973)
- 2020 - Emilio Lepetit, giocatore di baseball e dirigente sportivo italiano (n. 1930)
- 2020 - Adam Musiał, calciatore polacco (n. 1948)
- 2020 - Juan Domingo Roldán, pugile argentino (n. 1957)
- 2020 - Pietro Rossi, compositore di scacchi italiano (n. 1924)
- 2020 - Mridula Sinha, scrittrice e politica indiana (n. 1942)
- 2020 - Ernesto Tross, artista, scrittore e velista tedesco (n. 1932)
- 2021 - Enrico Bacher, hockeista su ghiaccio italiano (n. 1940)
- 2021 - Slide Hampton, trombonista e compositore statunitense (n. 1932)
- 2021 - Jørgen Haugen Sørensen, artista danese (n. 1934)
- 2021 - Dzjanis Koŭba, calciatore bielorusso (n. 1979)
- 2021 - Robert C. Prim, matematico e informatico statunitense (n. 1921)
- 2021 - Mick Rock, fotografo britannico (n. 1948)
- 2021 - Benone Sinulescu, cantante e musicista rumeno (n. 1937)
- 2021 - Kim Suominen, calciatore finlandese (n. 1969)
- 2022 - Pierre Chery, fumettista francese (n. 1927)
- 2022 - Nico Fidenco, cantautore e compositore italiano (n. 1933)
- 2022 - Francis Joseph, calciatore inglese (n. 1960)
- 2022 - Ned Rorem, compositore statunitense (n. 1923)
- 2022 - Claudio Trevisan, calciatore italiano (n. 1947)
- 2022 - Brunello Vigezzi, storico italiano (n. 1930)
- 2023 - Giuseppe Arzilli, politico sammarinese (n. 1941)
- 2023 - David Del Tredici, compositore e pianista statunitense (n. 1937)
- 2023 - Ruud Geels, calciatore olandese (n. 1948)
- 2024 - Charles Dumont, cantante e compositore francese (n. 1929)
- 2024 - Junko Hori, attrice e doppiatrice giapponese (n. 1935)
- 2024 - Jan Keizer, arbitro di calcio olandese (n. 1940)
- 2024 - Bob Love, cestista statunitense (n. 1942)
- 2024 - Tarmo Oja, astronomo svedese (n. 1934)
- 2024 - György Pauk, violinista ungherese (n. 1936)
- 2024 - Colin Petersen, batterista australiano (n. 1946)

## Senza anno specificato(1)
- Romacario di Coutances, vescovo franco